# تيبور غيرغلي
تيبور غيرغلي (بالمجرية: Gergely Tibor) (بالإنجليزية: Tibor Gergely) هو أستاذ جامعي ورسام ورسام توضيحي ومصمم جرافيك مجري وأمريكي، ولد في 2 أغسطس 1900 في بودابست في المجر، وتوفي في 13 يناير 1978 في نيويورك في الولايات المتحدة.

## وصلات خارجية
- تيبور غيرغلي على موقع أوليمبيديا (الإنجليزية)
- تيبور غيرغلي على موقع IMDb (الإنجليزية)